# Joe Haldeman
Joe Haldeman, właśc. Joseph William Haldeman (ur. 9 czerwca 1943 w Oklahoma City) – amerykański pisarz science-fiction.

## Życiorys
Jako dziecko mieszkał w Portoryko, Nowym Orleanie, Waszyngtonie, Bethesdzie, Maryland i Anchorage na Alasce. W roku 1965 ożenił się z Mary Gay Potter. W roku 1967 ukończył astronomię na University of Maryland ze stopniem bakałarza. W tym samym roku został wcielony do armii i służył w Wietnamie jako inżynier wojskowy. Odniósł rany podczas walk i jego doświadczenia wojenne były inspiracją dla pierwszej powieści, War Year, a także jego kolejnych utworów. Obecnie mieszka w Gainesville na Florydzie i w Cambridge w stanie Massachusetts i wykłada na MIT.
Najbardziej znaną powieścią Haldemana jest Wieczna wojna, zainspirowana doświadczeniami z Wietnamu, za którą dostał nagrody Hugo oraz Nebula. Później napisał jej kontynuację, Wieczną wolność. Wieczny pokój, inna książka Haldemana, poza tytułem i tematyką wojenną nie jest z nimi powiązana. Powieści zostały także wydane w formie komiksu, autorem rysunków był Marvano.

## Życie prywatne
Jego starszy brat Jack (1941–2002) również był pisarzem science fiction.

## Publikacje

### Powieści

#### Seria Wieczna wojna
- Wieczna wojna (ang. The Forever War 1975, wyd. pol. Zysk i S-ka 1995)
- Wieczna wolność (ang. Forever Free, 1999)
- Odrębna wojna (A Separate War 1999, opowiadanie w antologii Dalekie horyzonty)

#### Seria Wieczny pokój
- Wieczny pokój (ang. Forever Peace, 1997, wyd. pol. Zysk i S-ka 2000)
- Forever Bound (2010, opowiadanie w antologii Warriors)

#### Trylogia Marsbound
- Marsbound (2008)
- Starbound (2010)
- Earthbound (2011)

#### Inne
- War Year (1972)
- Attar's Revenge (1975, pod pseudonimem Robert Graham)
- War of Nerves (1975, pod pseudonimem Robert Graham)
- Mindbridge (1976)
- Planet of Judgement (1977) – powieść ze świata Star Trek
- All My Sins Remembered (1977)
- World Without End (1979) – powieść ze świata Star Trek
- Worlds (1981)
- Nie ma ciemności (ang. There is No Darkness, 1983, wyd. pol. CIA Svaro Books 1991) – wspólnie z bratem
- Worlds Apart (1983)
- Tool of the Trade (1987)
- Buying Time (1989)
- The Hemingway Hoax (1990)
- Worlds Enough and Time (1992)
- 1968 (1995)
- The Coming (2000)
- Guardian (2002)
- Kamuflaż (Camouflage 2004, wyd. pol. Wydawnictwo Dolnośląskie 2008)
- Old Twentieth (2005)
- The Accidental Time Machine (2007)
- Work Done For Hire (2014)

### Zbiory opowiadań
- Infinite Dreams (1978)
- Dealing in Futures (1985)
- Vietnam and Other Alien Worlds (1993)
- None So Blind (1996)
- War Stories (2006)
- A Separate War and Other Stories (2006)
- The Best of Joe Haldeman (2013)

### Albumy komiksowe
- Wieczna wojna rys. Marvano na podstawie powieści Wieczna wojna (La Guerre éternelle (1988−1989), wyd. pol. Egmont Polska 2009)
- Wieczna wolność rys. Marvano na podstawie powieści Wieczna wolność (Libre a jamais (2002), wyd. pol. Egmont Polska 2003–2004)
- Dallas Barr rys. Marvano na podstawie powieści Buying Time (Dallas Barr (1996-2005), wyd. pol. Egmont Polska 2007)

### Inne
- Saul's Death and Other Poems (1997) – zbiór wierszy
- Best Military Science Fiction of the 20th Century (2001) – redaktor

## Nagrody
- Damon Knight Memorial Grand Master Award (2010)

### Hugo
- Wieczna wojna (1976) – powieść
- Tricentennial (1977) – krótka forma
- The Hemingway Hoax (1991) – opowiadanie
- None So Blind (1995) – krótka forma
- Wieczny pokój (1998) – powieść

### Nagroda Campbella (powieść)
- Wieczny pokój (1998)

### Nebula
- Wieczna wojna (1975) – powieść
- The Hemingway Hoax (1990) – opowiadanie
- Groby (Graves, w: Nebula’93 Prószyński i S-ka 1998) – krótka forma
- Wieczny pokój (1998) – powieść
- Kamuflaż (2004) – powieść

### World Fantasy Award
- Groby (Graves, w: Nebula’93 Prószyński i S-ka 1998) – krótka forma

### Nagroda Jamesa Tiptree Jr.
- Kamuflaż (2004)